# 源惟清
源 惟清（みなもと の これきよ）は、平安時代後期の武士。筑前守源仲宗の長男。弟に顕清、仲清、光清らがある。子息の記録は伝わらず、妻は祇園女御か。『尊卑分脈』による官位は従五位下・検非違使、蔵人、三河守。

## 略歴
父と同じく白河院に近侍し院蔵人を務めた後、寛治7年（1092年）に堀河天皇の六位蔵人となる（『蔵人補任』）。嘉保元年（1094年）に三河守に任ぜられるが、同年8月、白河院を呪詛したとして伊豆国への配流が言い渡され、院の側近であった父仲宗及び三人の弟達もこれに連座し同時に失脚した（『中右記』同年8月17日条）。
この呪詛事件の詳細については不明であるが、『吾妻鏡』正治元年8月19日条に過去の事例として「鳥羽院が源仲宗の妻である祇園女御を奪った上で、仲宗を配流に処した（意訳）」との記述があることが知られ、現在では整合性からこれにある「鳥羽院」は白河院、「源仲宗」は惟清を指すものと考えられている。